# Land Rover Series
Land Rover Series ist die nachträglich etablierte Bezeichnung für eine Reihe von Geländewagen des britischen Herstellers Rover, aus der sich später die eigenständige Marke Land Rover entwickelte.
Der erste ab 1948 gebaute „Land-Rover“ (ein Rover für die Landwirtschaft) wurde erst 1958 rückwirkend als „Serie I“ bezeichnet, als die „Serie II“ eingeführt wurde; ab 1971 folgte die „Serie III“.
Nachfolger war der Land Rover Defender, der 1983 erst als „Land Rover 90“ und „Land Rover 110“ eingeführt wurde. Bis zur Einführung des Namens Defender wurden die Typen 90 und 110 in der englischen Aussprache der Zahlen als „Ninety“ und „One-ten“ bezeichnet. Bis zur Einführung des Defenders wurden die Land Rover schlicht nach ihrem Achsabstand und der Baureihe (Serie I – IV) benannt.
Der Landrover hatte zu Anfang einen aus starkem Blech geschweißten Kastenrahmen und Starrachsen mit Blattfedern. Der Allradantrieb konnte nur auf rutschigem Untergrund genutzt werden, weil ein Mitteldifferential fehlte. Der Aufbau bestand aus einem mit Aluminium-U-Profilen verstärktem  Aluminiumblech. Für die ersten Serien typisch sind die in Mulden versenkten Türdrücker und die Schiebefenster. Später gab es Kurbelfenster und herkömmliche Türgriffe.

## Baureihen

### Series I (1948–1958)

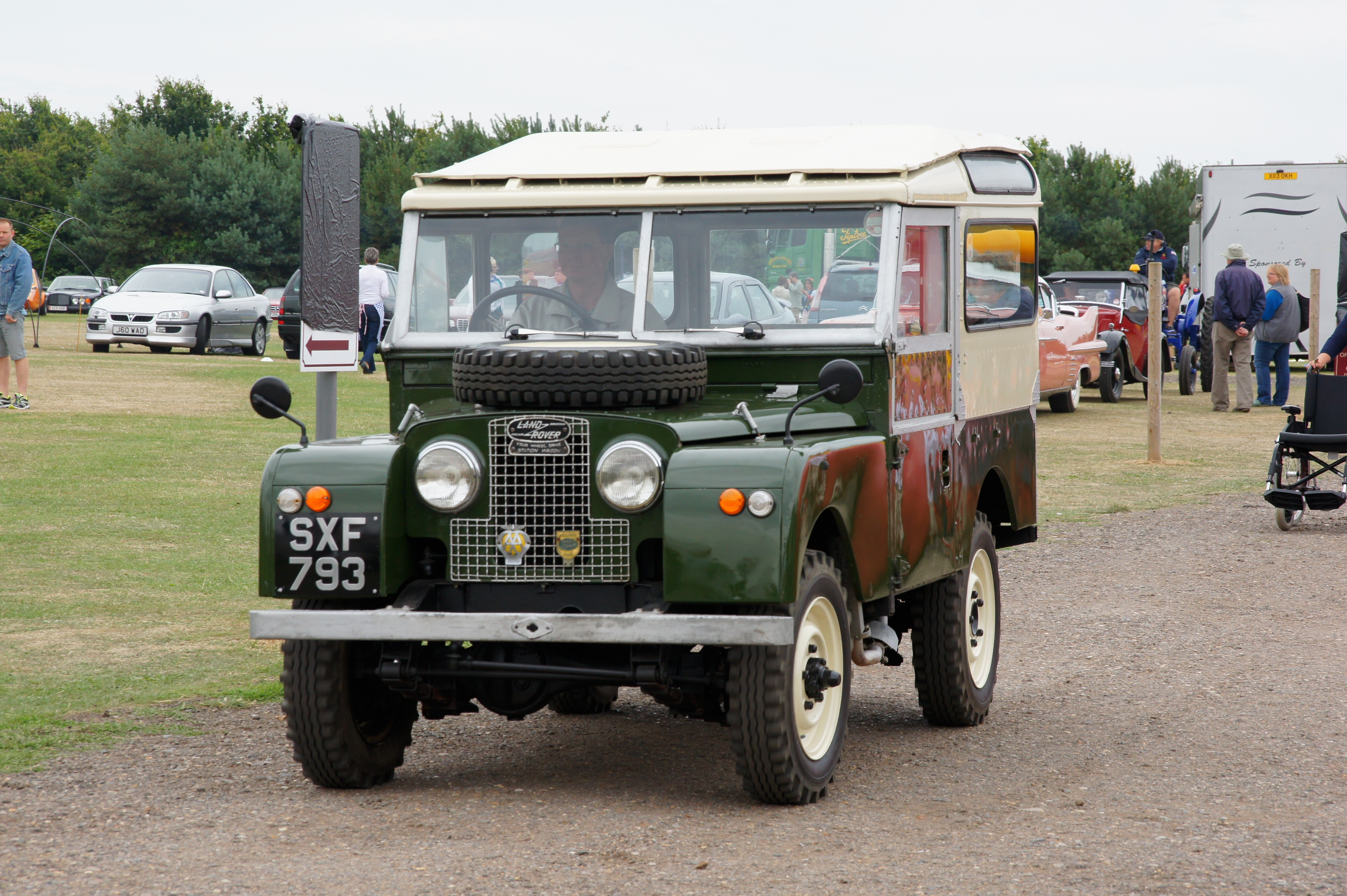
Land Rover Series I (1956)

Als erstes kam der 80"-Typ mit 2032 mm (80 Zoll) Radstand und 1,6-l-Ottomotor. Die Scheinwerfer hatten einen Durchmesser von 5" und befanden sich hinter dem Kühlergrill (Lights behind the grill). Der nächste 80" bekam 7"-Scheinwerfer, die durch runde Löcher durch den Kühlergrill lugten („Lights through the grill“) mit einem aufgebohrten 2-l-Motor, gefolgt von einem neuen 2-l-Ottomotor. Er hatte einen „T-Grill“, bei dem die 7"-Lampen den Grill nicht mehr berührten. 1953 wurde die Modellreihe verlängert. Sie bekam 2184 mm (86") Radstand und wurde um einen Pickup mit 2717 mm (107") Radstand erweitert. Um Platz für den Dieselmotor zu schaffen, wurde der Radstand der Modelle um 2" auf 88" respektive 109" verlängert.
Da der „Land“ Rover ursprünglich für die Landwirtschaft entwickelt wurde, hatte er von Haus aus Nebenabtriebe (Zapfwellen) am Antriebsstrang. Land Rover gibt für die Serie Land Rover fünf mögliche Stellen an, an denen interne wie externe Geräte wie Kompressoren, Generatoren oder Holzspalter angetrieben werden können. Sie finden sich an Motor und Getriebe. Im Rahmen wurden für die im Bedarfsfall notwendigen Übertragungswellen Aussparungen berücksichtigt. Die Schaltung der Nebenaggregate war je nach Gerät außen oder in der Fahrgastzelle oder an beiden Stellen möglich. Bei den verbreiteten Capstan-Winden erfolgte beispielsweise die Steuerung direkt an der Winde und die Kraftabnahme an der Stirnseite des Motors. Gerätschaften, die über das Getriebe angetrieben wurden, hatten eine Zuschaltung im Fahrzeug.

### Series II und II A (1958–1971)

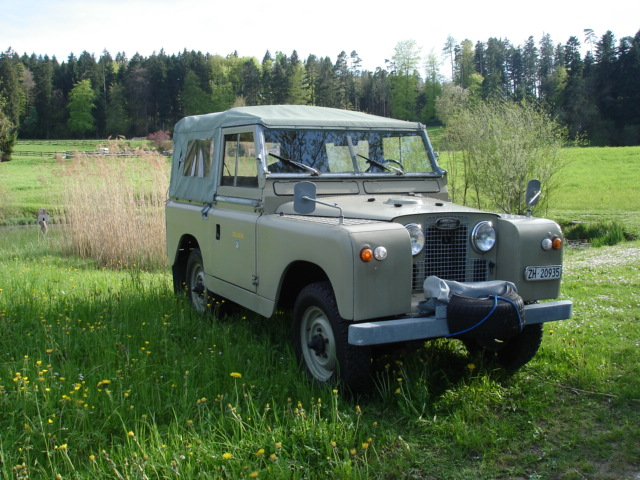
Land Rover Series IIA SWB (1966)

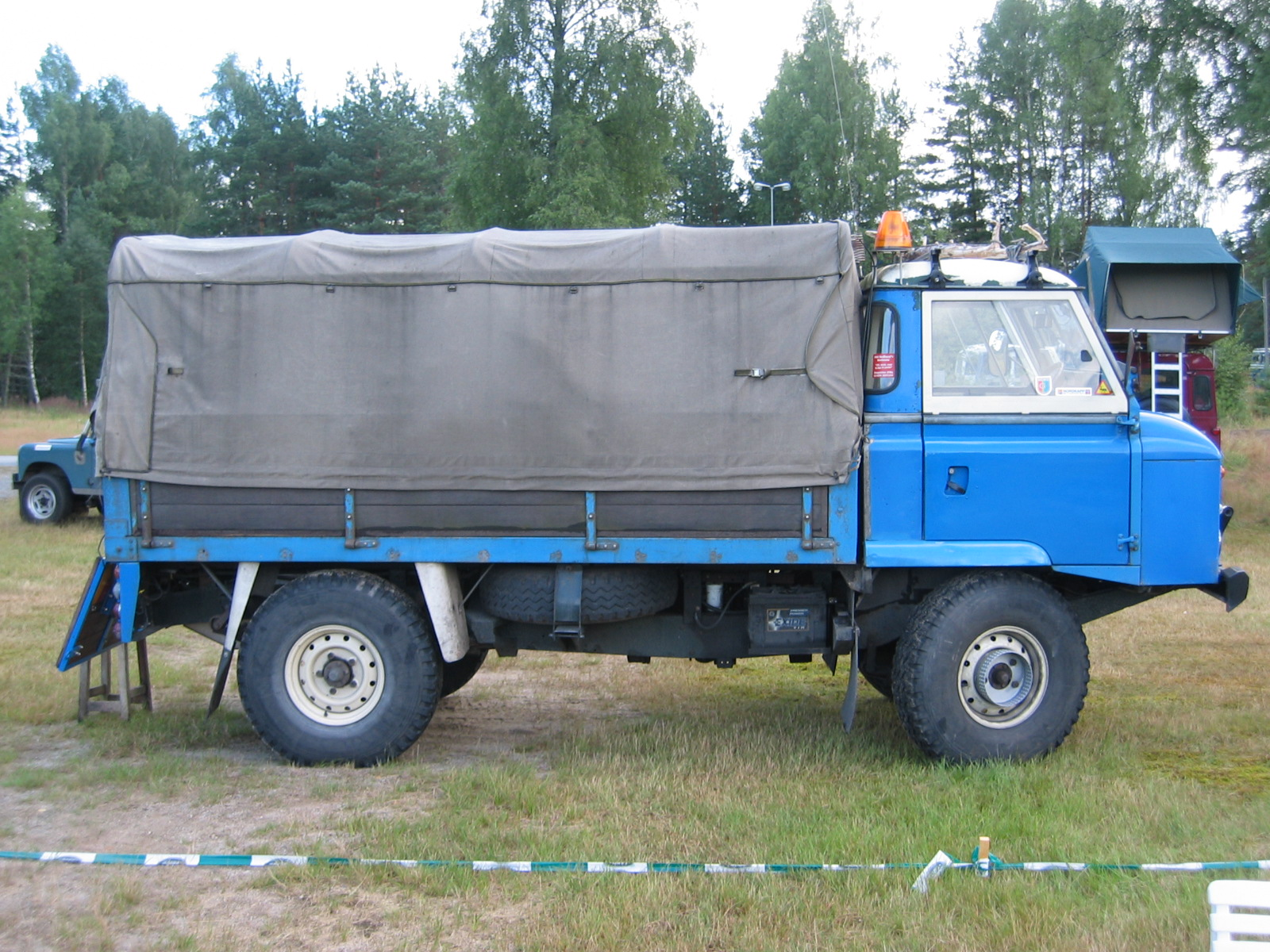
Series IIB FC

Die Serien II und II A wurden von 1958 bis 1971 gebaut.
In der frühen Serie II gab es eine Überlappung. Es wurden noch die schon vorhandenen Teile der Serie I verbraucht, so etwa im Land Rover 88 der 2-l-Motor der Serie I.
Änderungen gegenüber der Serie I waren:
- Karosserie höher, breiter und runder
- Motor mit mehr Hubraum und Leistung
- neue Türscharniere
- schlankere Schweller

Ab 1967 gab es außer den 2286-cm³-Vierzylinder-Otto- und Dieselmotoren auch einen 2625-cm³-Sechszylinder-Ottomotor, der bei extremen Bedingungen zu Problemen neigt.
Bei den Handschaltgetrieben sind nur der dritte und vierte Gang synchronisiert. Das bedeutet, dass beim Hochschalten vom ersten in den zweiten Gang doppelt gekuppelt werden muss und beim Herunterschalten in den zweiten oder ersten Gang Zwischengas nötig wird. Mit Einführung der Serie IIa wurde ein in allen Gängen synchronisiertes Getriebe angeboten und vor allem beim 109 eingebaut.
Mit Beginn des Baujahres 1968 saßen die Scheinwerfer nicht mehr unmittelbar neben dem Grill, sondern wie bei der späteren Serie III in den vorderen Kotflügeln.
Zwischen 1962 und 1974 gab es den Landrover auch als Frontlenker (FC, forward control) mit längeren Laderaum.

### Series III (1971–1984)

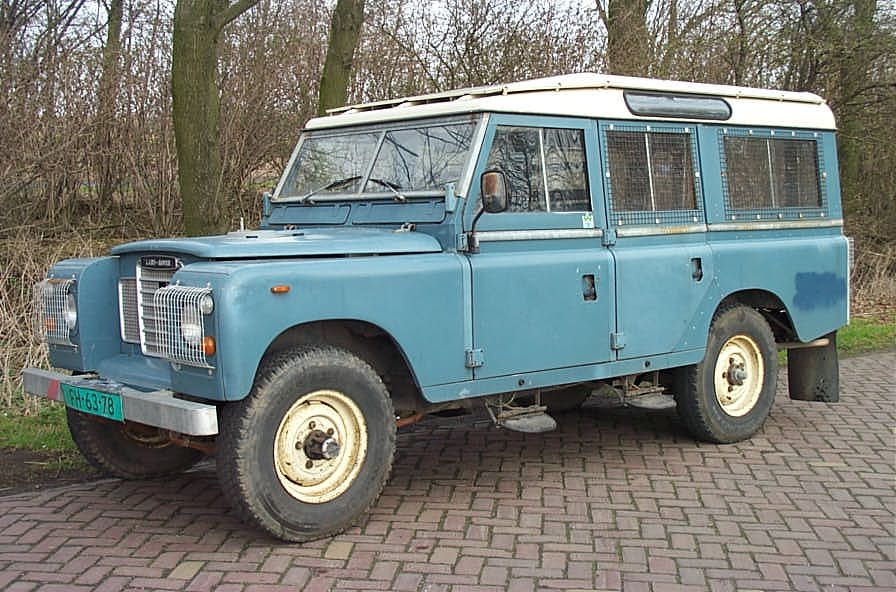
Land Rover Series III LWB (1980)

Die dritte Serie wurde bei gegenüber den Serien II und IIa unveränderten Außenmaßen auch in zwei Achsabständen angeboten:
- 88" (2235 mm) (SWB), Länge 3617 mm, Breite 1676 mm, Höhe 1969 mm auf Rädern 6,0 R16
- 109" (2769 mm) (LWB), Länge 4445 mm, Breite 1676 mm, Höhe 2057 mm auf Rädern 7,5 R16

Neben den bereits aus der Serie II/IIA bekannten Aufbauformen wurde von 1981 bis 1984 der 109 HCPU (High Capacity Pickup) mit einer gegenüber dem normalen Pickup um 25 % vergrößerten Pritsche und einer größeren Zuladung angeboten.
Im Laufe der Produktionszeit wurden die Fahrzeuge nach und nach metrisch umgestellt und die Vierzylindermotoren bekamen fünf Kurbelwellenlager.
Änderungen gegenüber der Serie II / IIA:
- Kunststoffarmaturenbrett
- Spiegel an den Türen
- Serienmäßig vollsynchronisiertes Getriebe
- Kühlergrill aus Plastik
- Scheinwerfer in den vorderen Kotflügel (wie schon bei den letzten Modellen der Serie IIA)
- Serienmäßig stärkere Salisbury-Hinterachse beim 109

Vier Motoren standen zur Wahl: ein 2,25-l-Vierzylinder-Dieselmotor mit 63 PS (46 kW) und drei Ottomotoren: ein 2,25-l-Vierzylindermotor mit 73 PS (54 kW), ein 2,6-l-OHV-Sechszylindermotor mit 86 PS (64 kW) und ein 3,5-l-V8-Motor mit 91 PS (68 kW).